# Acropora lutkeni
Espèce
Statut de conservation UICN

 NT  : Quasi menacé
Statut CITES
Acropora lutkeni est une espèce de coraux appartenant à la famille des Acroporidae.